# Daniel West (Flash Reverso IV)
Daniel West (Flash Reverso) es un personaje ficticio, un supervillano de las historias publicadas por la editorial estadounidense DC Comics. Daniel es un velocista supervillano que fue introducido en la serie de reinicio de DC, Los Nuevos 52. Un enemigo de Barry Allen, y la cuarta encarnación de Flash Reverso. Junto con El Rival, Daniel es el segundo de las cuatro encarnaciones que no invierte el esquema de colores del traje de Flash. Sus antecesores fueron Flash Reverso I, Flash Reverso II y Flash Reverso III. 
Su primera aparición fue en The Flash Vol 4 # 0 (noviembre del 2012), y fue creado por Francis Manapul y Brian Buccellato.

## Historia
Daniel West también conocido como Danny West es el hermano menor de Iris West. La madre de Daniel murió al darle luz, hecho por el cual su padre, William West, nunca le perdonó esto. Esto también llevó a un padre a convertirse en un alcohólico abusivo. Su hermana Iris lo protegía y lo apoyó hasta el día en que su padre fue demasiado lejos, y un enojado Daniel lo empujó por las escaleras paralizándolo por toda su vida. Cuando se dio cuenta de que la opinión de Iris sobre él cambió para siempre como resultado de esta acción, Daniel huyó de casa, culpando a su padre en el lugar de sí mismo por lo que pasó.
Cuando tenía dieciocho años, se convirtió en un criminal de poca monta, mientras trataba de arreglar su relación con Iris, que se resentía por dejarla con su padre parapléjico. Su primer gran golpe fue frustrado por Flash (Barry Allen), y terminó en prisión por 5 años. Cuando salió de la cárcel, Daniel reveló que Iris todavía no estaba lista para hacer las paces con el. Mientras luchaba por hacerlo por su cuenta, se vio envuelto en una situación de rehenes por los Rogues, y mientras trataba de escapar de ellos cae dentro de un monorriel creado por el Doctor Elias, que empleaba una batería cargada con energía de la Fuerza de la Velocidad, Daniel se ve expuesto a la energía de la batería, lo que le da el poder de revertir el flujo del tiempo, haciendo que su cuerpo adquiera súper velocidad para alterar el pasado.
Queriendo más que nada retroceder en el tiempo y cambiar su relación con Iris matando a su padre, Daniel se autodenominó Flash Reverso volviéndolo una especie de vampiro de energía de Fuerza de Velocidad, y comenzó a asesinar a las personas que están vinculadas a la Fuerza de la Velocidad o estuvieron en algún momento en esa dimensión con el fin de obtener de la energía que necesitaba para regresar en el tiempo y cambiar su propio pasado. Pronto, los únicos seres vivos restantes con la energía de la Fuerza de la Velocidad fueron Flash e Iris West, la hermana de Daniel. Flash descubrió que Daniel no podía percibirlo a través de la fuerza de la velocidad debido a su traje de contención y dio uno a Iris para "ocultarla" a ella también. Sin desanimarse, Daniel logró atraer a Flash al laboratorio del Doctor Elias. Utilizó su poder para retroceder en el tiempo (Hasta el día de su último recuerdo feliz cuando tenía ocho años de edad) y asesinar a su padre. Su plan fracasó cuando su yo más joven e Iris llegan a casa justo a tiempo para ser testigo de su acto de asesinato. 
Daniel intentó matar a su padre mientras que Flash defendía las versiones más jóvenes de él e Iris. Al ver el trauma que les ocasionó a las versiones jóvenes de Iris y de él mismo, Daniel le dio sus poderes a Flash para dejarlo arreglar sus errores. Flash logró hacerlo, y los trajo a él y a Daniel de vuelta al presente, sin ninguna repercusión de sus acciones en el rumor del tiempo. Iris sostuvo al debilitado Daniel, quien le dijo que todavía no se arrepentía de intentar arreglar las cosas entre ellos matando a los demás. Daniel luego fue enviado de vuelta a Iron Heights. 
Daniel continuó defendiendo sus acciones con Iris declarando que no se arrepentía de sus asesinatos, por lo que ella le dio la espalda a su hermano para siempre.
- Datos: Q30919260